# 통영 욕지도 패총
통영 욕지도 패총(統營 欲知島 貝塚)은 대한민국 경상남도 통영시 욕지면 동항리에 있는 석기시대의 패총이다. 1974년 12월 28일 경상남도의 기념물 제27호 욕지도 패총으로 지정되었다가, 2018년 12월 20일 현재의 명칭으로 변경되었다.

## 개요
패총이란 선사시대 사람들이 먹다버린 조가비 껍데기나 생활쓰레기들이 쌓여 만들어진 것으로 조개더미라 부른다.
이곳에서는 중석기시대에서 신석기시대에 이르는 다양한 유물이 출토되었다. 이 조개더미에서는 뗀석기에서 간석기로 넘어가는 과정과 흑요석석기가 톱날석기로 변하는 과정, 연모와 치레걸이 등의 변화와 같은 신석기시대 구분에 좋은 길잡이가 될 수 있는 유물이 다량 출토되었다. 특히 세석기는 우리나라에도 중석기가 있었음을 증명해 주는 중요한 유물이다. 동항리에서는 신석기시대 돌무지 시설과 유물이 출토되었는데, 돌무지 시설아래에서 2구의 사람뼈가 발견되었다. 그 중 1구의 상태가 양호하여 신석기시대 형질연구에 중요한 자료가 되고 있다.
욕지도 조개더미는 신석기시대 장례형태연구와 남해안 지역의 신석기문화를 밝히는데 중요한 곳이다. 이 조개더미와 가까운 곳에 있는 상노대도 조개더미 등 많은 조개더미들이 발견되었다.

## 참고 문헌
- 통영 욕지도 패총 - 국가유산청 국가유산포털